# MIMI (AV女優)
MIMI（みみ、1986年7月20日 - ）は、日本のAV女優である。

## 略歴
福岡県出身。2006年3月にAVデビュー。同時に紅音ほたる、麻生岬とともにケイ・エム・プロデュースの企画レーベル「おかず。」のキャンペーンガール、「チームコギャル」の一員に選ばれた。
AVデビュー前はNECレッドロケッツに所属するバレーボール選手であった。

## 出演作品

### アダルトビデオ
2006年
- あのカリスマファッションモデルがAVデビュー! MIMI 完全版（3月17日、おかず。）※デビュー作
- WATER POLE 02（3月20日、プレステージ）
- 超デジモ MIMI（4月21日、レアル・ワークス）
- 集団痴女モデルズ 完全版（4月21日、おかず）共演:楓アイル、乃亜、ビビアン
- 猥褻モデル 2 [普段は脱がないオンナ]（5月15日、ドリームチケット）他出演:金城アンナ、夢咲こよい
- 集団痴女コギャル 3 完全版（5月19日、おかず。）共演:紅音ほたる、麻生岬、若葉ひな　他多数
- R*Queen07 [美脚×美尻のエロ女]（6月5日、ドリームチケット）他出演:野々宮りん、伊東静香
- SUPER MODEL MIMI 完全版（6月23日、ミリオン(ケイ・エム・プロデュース））
- もしもMIMIが僕の彼女だったら… 完全版（7月21日、ミリオン）
- 風俗フルコース MIMI 完全版（8月25日、ミリオン）
- 素人コギャルHEAVEN 4時間 4（10月20日、おかず。）他出演:麻生岬、春藤舞、倉木ゆり、斉藤めぐみ、熊川まき、黒川まりあ、琴野まゆか、飯島夏希、RION、松島やや、常夏みかん
- GALCIR（12月1日、アイデアポケット）共演:紅音ほたる、可愛あみん、上村愛、姫野愛、藤井彩、常夏みかん、芹沢レイ、相原るる、あおば　他計13名

2007年
- ANGEL BEAUTY（1月1日、アイデアポケット）
- あの!元ファッションモデル&ガールズヒップホップダンサーMIMI! 空前の腰づかいで痴女×騎乗位!!（1月5日、ディープス）
- 潮吹き!中出し!乱交!MIMI（1月18日、V&Rプロダクツ）共演:YOKO
- Spermania vol．17（2月1日、アイデアポケット）
- ギャルコレ!6(レンタルのみ)（2月16日、うまなみ。(ケイ・エム・プロデュース））他出演:瞳れん、滝井エリカ、斉藤めぐみ、山咲ちゆり、吉川ゆい、若葉ひな
- うまなみプレゼンツ。 28 ギャルコレ! 4時間 3（セル）（2月16日、おかず。（ケイ・エム・プロデュース））他出演:萩原めぐ、千乃エリカ、瀬名ゆりあ、常夏みかん、春藤舞、熊川まき、松永玲奈、瞳れん、進藤理沙、斉藤めぐみ、山咲ちゆり、吉川ゆい、若葉ひな
- トリプルシャワー 女のザーメン2（2月25日、しのだプロジェクト）共演:紅音ほたる、天衣みつ
- M男クンのアパートの鍵、貸します。（4月5日、ワープエンタテインメント）
- モデルin… [脅迫スイートルーム] Fashion Model Mimi(20)（4月15日、ドリームチケット）
- 完全ガチガチ×ドキュメント!!（4月15日、ワープエンタテインメント）他出演:さとう和香、松野ゆい、辻あずき、相楽杏、AYA（福永あや）
- あの!元ファッションモデルで本物ガールズヒップホップダンサーMIMI 空前の腰づかいで中出しまくり!!（4月19日、ディープス）
- IPキャバクラへようこそ 2（5月1日、アイデアポケット）共演:nao.、原千尋、宝月ひかる、滝沢優奈、相戸愛、喜多村麻衣
- 痴女ホテル 3（5月15日、トップワン）共演:大塚ひな、高瀬七海、青木瀬奈、姫川りな、長澤りか、日夏ともえ、真鍋美奈、秋本由香里、瀬名ゆうり
- あの!元ファッションモデル誌モデルMIMIをバイブ・電マでイカせまくり!（5月17日、ディープス）
- 騎乗位 中出し20連発 MIMI（6月7日、ディープス）
- エロかっこいい女の極上騎乗位×潮吹き×中出しファック!!（6月15日、イマージュ）共演:日夏ともえ

2008年
- 超絶痴女QUEEN 極上ファックSP!!（5月15日、ミュージアム・ネクスト）他出演:青木瀬奈、伊藤玲美、北沢亜美、瀬名ゆうり、日夏ともえ、姫川りな、真鍋美奈、村上里沙、桃井アンナ、森崎アンナ
- FELLATIO FESTIVAL 10（8月1日、アイデアポケット）他多数出演